# Aéroport de Poitiers-Biard
Luchthaven Poitiers-Biard (Frans: Aéroport de Poitiers-Biard) is een luchthaven die 2,4 km ten noordwesten van Poitiers in het departement Vienne ligt. Deze luchthaven is niet erg groot en ook geschikt voor de privévluchten.